# Фонетичний розбір
Фонетичний розбір слова — це аналіз фонетичних особливостей певного слова. Він передбачає вироблення в учнів (студентів) навичок сприймати на слух особливості звуків мови і покращення навичок транскрибування.
Частковий фонетичний розбір застосовується при вивченні голосних звуків і приголосних звуків, фонем і їх реалізації, при вивченні звукових змін, складу і наголосу.
При повному фонетичному розборі слово, записане транскрипцією, поділяють на склади, визначають наголошений склад, кількість звуків (при фонетико-графічному з'ясовують співвідношення між звуками і літерами), дають їхню характеристику:
- у голосних: ряд, піднесення, лабіалізованість/нелабіалізованість; повного творення або редукований і ступінь редукції, просунутість початкової або кінцевої фази голосного вперед і вгору поруч з м'яким
- у приголосних: місце і спосіб утворення, сонорність, дзвінкість, твердість, лабіалізованість.

У ВНЗ фонетичний розбір доповнюється аналізом позиційних та історичних змін звуків із з'ясуванням причин їх виникнення.

## Порядок фонетичного розбору слова
1. Орфографічний запис слова, вимова відповідно до орфоепічних норм, запис транскрипцією.
2. Поділ слова на склади (відкриті, закриті), визначення наголосу в слові.
3. Характеристика голосних: наголошені / ненаголошені, якими буквами позначаються.
4. Характеристика приголосних за участю голосу й шуму (дзвінкі, глухі), за наближенням середньої частини язика до твердого піднебіння (тверді, м'які), якими буквами позначаються.
5. Кількість букв у записаному і звуків у вимовленому слові.

## Зразок фонетичного розбору
Футбол
1. Футбол [футбóл]
2. 2 склади, закриті
3. 6 букв, 6 звуків

[ф] — приголосний, твердий, глухий
[у] — голосний, ненаголошений
[д] — приголосний, твердий, дзвінкий
[б] — приголосний, твердий, дзвінкий
[о] — голосний, наголошений
[л] — приголосний, твердий, дзвінкий